# Сібрук-Біч (Нью-Гемпшир)
Сібрук-Біч (англ. Seabrook Beach) — переписна місцевість (CDP) в США, в окрузі Рокінґгем штату Нью-Гемпшир. Населення — 1078 осіб (2020).

## Географія
Сібрук-Біч розташований за координатами 42°52′49″ пн. ш. 70°49′30″ зх. д. / 42.88028° пн. ш. 70.82500° зх. д. (42.880155, -70.825083).  За даними Бюро перепису населення США в 2010 році переписна місцевість мала площу 3,61 км², з яких 2,49 км² — суходіл та 1,12 км² — водойми. В 2017 році площа становила 3,80 км², з яких 2,71 км² — суходіл та 1,09 км² — водойми.

## Демографія
Згідно з переписом 2010 року, у переписній місцевості мешкали 992 особи в 524 домогосподарствах у складі 273 родин. Густота населення становила 275 осіб/км².  Було 1042 помешкання (289/км²).
Расовий склад населення:
| - 98,7 % — білих - 0,2 % — корінних американців - 0,2 % — азіатів - 0,1 % — чорних або афроамериканців |

До двох чи більше рас належало 0,8 %. Частка іспаномовних становила 0,7 % від усіх жителів.
За віковим діапазоном населення розподілялося таким чином: 9,2 % — особи молодші 18 років, 59,7 % — особи у віці 18—64 років, 31,1 % — особи у віці 65 років та старші. Медіана віку мешканця становила 56,5 року. На 100 осіб жіночої статі у переписній місцевості припадало 94,9 чоловіків;  на 100 жінок у віці від 18 років та старших — 91,7 чоловіків також старших 18 років.
Середній дохід на одне домашнє господарство  становив 76 602 долари США (медіана — 66 318), а середній дохід на одну сім'ю — 97 358 доларів (медіана — 81 823). За межею бідності перебувало 4,6 % осіб, у тому числі 0,0 % дітей у віці до 18 років та 0,0 % осіб у віці 65 років та старших.
Цивільне працевлаштоване населення становило 267 осіб. Основні галузі зайнятості: виробництво — 19,9 %, освіта, охорона здоров'я та соціальна допомога — 18,7 %, науковці, спеціалісти, менеджери — 15,7 %, фінанси, страхування та нерухомість — 15,4 %.